# Sean Baker
Sean Baker (Summit, 26 februari 1971), is een Amerikaans onafhankelijke filmmaker. 

## Biografie
Sean Baker werd geboren en groeide op in Summit, New Jersey. Zijn moeder was lerares en zijn vader was octrooigemachtigde die ooit de regisseur en zijn productiebedrijf vertegenwoordigde in een geschil over de titel van zijn film Take Out. Hij heeft een zus die een professionele synthpopmuzikant en productieontwerper is en die in beide hoedanigheden heeft bijgedragen aan zijn films. Baker raakte op jonge leeftijd geobsedeerd door zelfgemaakte films nadat zijn moeder hem meenam om Universal Monsters-films te zien die werden geprojecteerd in de plaatselijke bibliotheek.
Baker studeerde in 1989 af aan de Gill St. Bernard's High School. Hij behaalde zijn BA in filmstudies aan de New York-universiteit via de Tisch School of the Arts. Voordien studeerde hij niet-lineaire montage aan The New School in Greenwich Village.

## Carrière
Bakers regiedebuut kwam met Four Letter Words uit 2000, een film die de perspectieven van jonge Amerikaanse mannen onderzoekt. Hierna volgde Take Out uit 2004, die hij samen met Shih-Ching Tsou regisseerde, de film gaat over een illegale Chinese immigrant. In Prince of Broadway uit 2008 zette hij zijn focus op immigranten voort en portretteerde een Ghanese straatverkoper in New York. 
In 2012 bracht Baker de film Starlet uit over een onverwachte vriendschap tussen een jonge sekswerker en een oudere dame. Het was de eerste in een reeks films van Baker waarin hij sekswerkers in hun dagelijks leven volgt. Dit werd gevolgd door Tangerine uit 2015, een film die bekend werd omdat deze volledig opgenomen is met iPhone 5s-smartphones. Tangerine vertelt het verhaal van een transgender sekswerker die de ontrouw van haar vriend ontdekt.
In 2017 bracht Baker The Florida Project uit. De film, die zich afspeelt in een budgetmotel vlak bij Walt Disney World Resort, richt zich op de avonturen van een jonge meid en de worstelingen van haar moeder. De film ontving meerdere prijzen waaronder een Golden Globe en Screen Actors Guild Award voor acteur Willem Dafoe.
In 2021 bracht Baker Red Rocket uit, met Simon Rex als een voormalige pornografische acteur die terugkeert naar zijn Texaanse geboortedorp. De film ging in première op het Filmfestival van Cannes waar het geselecteerd was voor de competitie.
Zijn volgende project, Anora uit 2024, leverden hem de prestigieuze Gouden Palm op het Filmfestival van Cannes en vijf Oscars op de 97ste Oscaruitreiking op. De film volgt een stripper die spontaan trouwt met de zoon van een Russische oligarch.
Naast film, werkte Baker mee aan de poppensitcom Greg the Bunny die van 2002 tot 2006 liep en de spin-off Warren the Ape uit 2010.

## Filmografie

### Films
| Jaar | Film                                                     | Bijdragen | Bijdragen | Bijdragen | Bijdragen | Opmerkingen                           |
| Jaar | Film                                                     | Regie     | Scenario  | Productie | Editor    | Opmerkingen                           |
| ---- | -------------------------------------------------------- | --------- | --------- | --------- | --------- | ------------------------------------- |
| 2024 | Anora                                                    | Afgevinkt | Afgevinkt | Afgevinkt | Afgevinkt |                                       |
| 2023 | The Feeling That the Time for Doing Something Has Passed |           |           |           |           | Uitvoerend producent                  |
| 2021 | Red Rocket                                               | Afgevinkt | Afgevinkt | Afgevinkt | Afgevinkt |                                       |
| 2017 | The Florida Project                                      | Afgevinkt | Afgevinkt | Afgevinkt | Afgevinkt |                                       |
| 2015 | Tangerine                                                | Afgevinkt | Afgevinkt | Afgevinkt | Afgevinkt | alsook cameraman                      |
| 2012 | Starlet                                                  | Afgevinkt | Afgevinkt | Afgevinkt | Afgevinkt |                                       |
| 2008 | Prince of Broadway                                       | Afgevinkt | Afgevinkt | Afgevinkt | Afgevinkt | alsook cameraman                      |
| 2004 | Take Out                                                 | Afgevinkt | Afgevinkt | Afgevinkt | Afgevinkt | mede geregisseerd met Shih-Ching Tsou |
| 2000 | Four Letter Words                                        | Afgevinkt | Afgevinkt |           | Afgevinkt |                                       |

### Televisie
| Jaar      | Film           | Bijdragen | Bijdragen | Bijdragen | Bijdragen | Opmerkingen      |
| Jaar      | Film           | Regie     | Scenario  | Productie | Editor    | Opmerkingen      |
| --------- | -------------- | --------- | --------- | --------- | --------- | ---------------- |
| 2010      | Warren the Ape | Afgevinkt | Afgevinkt | Afgevinkt |           |                  |
| 2002-2006 | Greg the Bunny | Afgevinkt | Afgevinkt |           | Afgevinkt | alsook cameraman |

## Prijzen en nominaties
De belangrijkste:
| Jaar | Prijs                     | Categorie                | Film                | Uitslag     |
| ---- | ------------------------- | ------------------------ | ------------------- | ----------- |
| 2025 | Academy Awards (Oscars)   | Beste film               | Anora               | Gewonnen    |
| 2025 | Academy Awards (Oscars)   | Beste regisseur          | Anora               | Gewonnen    |
| 2025 | Academy Awards (Oscars)   | Beste originele scenario | Anora               | Gewonnen    |
| 2025 | Academy Awards (Oscars)   | Beste montage            | Anora               | Gewonnen    |
| 2024 | Filmfestival van Cannes   | Gouden Palm              | Anora               | Gewonnen    |
| 2018 | Satellite Awards          | Beste regisseur          | The Florida Project | Genomineerd |
| 2018 | Satellite Awards          | Beste origineel script   | The Florida Project | Genomineerd |
| 2013 | Independent Spirit Awards | Robert Altman Award      | Scarlet             | Gewonnen    |
| 2013 | Independent Spirit Awards | John Cassavetes Award    | Scarlet             | Genomineerd |
| 2009 | Independent Spirit Awards | John Cassavetes Award    | Prince of Broadway  | Genomineerd |
| 2009 | Independent Spirit Awards | John Cassavetes Award    | Take Out            | Genomineerd |